# Algemene Belgische Persbond
De Algemene Belgische Persbond (ABP), in het Frans Association Générale de la Presse Belge (AGPB), was een Belgische belangenorganisatie voor journalisten.

## Historiek
De fundamenten van de organisatie werden gelegd op 8 november 1885 door de stichter, Arthur Goemaere, toen 68 journalisten en directeurs te Antwerpen samenkwamen. Op deze vergadering werd besloten tot oprichting van een belangenvereniging en werd een speciale commissie opgesteld ter opstelling van de statuten. Een jaar later, op 1 november 1886 vond de constitutieve algemene vergadering plaats. Nog datzelfde jaar werd een provinciale Antwerpse afdeling opgericht, de jaren daarop gevolgd door regionale afdelingen in Vlaanderen (1887), Brussel (1888), Henegouwen-Namen (1895) en Luik-Luxemburg (1899).
In 1905 werd de ABP officieel erkend door het ministerie van Buitenlandse Zaken. Op 12 januari 1914 werd in de schoot van de organisatie de Beroepsvereniging van de Belgische Pers (BBP) opgericht. Na de Eerste Wereldoorlog werden journalisten die gecollaboreerd hadden uit de organisatie geweerd. In 1920 werd vervolgens de eerste editie uitgegeven van Le Journaliste en in 1922 volgde de oprichting van het Institut pour Journalistes de Belgique (Instituut voor Journalisten van België). Daarnaast werden er drie sociale organisaties opgericht, met name de L'Assurance de la Presse Quotidienne (Verzekering van de Dagbladpers), L'Aide au Journaliste (Hulp voor de Journalist) en de coöperatieve L'Avenir du Journaliste (Toekomst van de Journalist).
Tijdens de Tweede Wereldoorlog werd de organisatie ontbonden, hoewel vanuit Londen en Parijs achter de schermen werd verder gewerkt. Na de bevrijding vond er opnieuw een zuivering plaats, waarbij 126 collaborerende leden werden geschrapt, 13 zelf hun ontslag indienden en nog anderen tijdelijk geschorst werden of een blaam kregen. In 1948 werd een permanente deontologische commissie opgericht. In de loop van de jaren 60 scheurde de BBP zich af van de organisatie en ging een eigen koers varen. In 1978 kwam het opnieuw tot een toenadering en fuseerde beide organisatie tot de Algemene Vereniging van Beroepsjournalisten in België (AVBB).

## Structuur

### Bestuur
| Tijdspanne  | Voorzitter       |
| ----------- | ---------------- |
| 1896 - 1898 | Arthur Goemaere  |
| 1898 - 1899 | Georges Lorand   |
| 1899 - ?    | Léon Mallié      |
| ? - ?       | Paul Henen       |
| ? - ?       | Joseph Demarteau |
| 1948 - ?    | Raoul Tack       |
| ? - ?       | Jacques Guyaux   |
| ? - ?       | Antoine Breyne   |